# La Bellière (Seine-Maritime)
La Bellière település Franciaországban, Seine-Maritime megyében. Lakosainak száma 50 fő (2022. január 1.). La Bellière Longmesnil, Pommereux, Saumont-la-Poterie és Forges-les-Eaux községekkel határos.

## Népesség
A település népességének változása:
| Lakosok száma | 53   | 56   | 57   | 57   | 56   | 54   | 53   | 52   | 50   |
|               | 2013 | 2015 | 2016 | 2017 | 2018 | 2019 | 2020 | 2021 | 2022 |